# Hammerheart
Hammerheart — пятый альбом, выпущенный шведской группой Bathory. Он продолжил переход, начатый на Blood Fire Death от блэк-метала к тому, что впоследствии станет известно как викинг-метал.
Оформление обложки основано на картине Фрэнка Дикси «Похороны викинга».

## История создания
По словам Квортона, ему надоело, что в прессе называют Bathory сатанистами, и он решил сменить тематику на воспевание скандинавского язычества, более близкого ему, чем сатанизм. Результатом этой смены стал предыдущий альбом, Blood Fire Death. В этот период в группе работал ударник, который был фанатом группы Manowar, тоже увлекавшейся скандинавской мифологией (Квортон не называет имени, но ударником Bathory в это время был Вворт). Он убедил Квортона, что размеренный хэви-металлический бит Manowar лучше всего подойдёт к их новым текстам. При этом Квортон отрицает, что сам был фанатом Manowar.

## Критика
AllMusic назвал альбом «безоговорочным триумфом шведского новаторства».

## Влияние
HammerHeart Brewing Co. — пивоварня, расположенная в Лино-Лейкс, штат Миннесота, на название которой повлиял альбом. По словам соучредителя Натаниэля Чепмена, «Все названия нашего пива вдохновлены норвежскими традициями, и мы хотим сохранить эту позицию». Тематика пивоварни сосредоточена на скандинавской и кельтской мифологии, а также хэви-метал-музыке.

## Список композиций
Слова и музыка всех песен — Куортон.
| №                   | Название                   | Длительность |
| ------------------- | -------------------------- | ------------ |
| 1.                  | «Shores in Flames»         | 11:07        |
| 2.                  | «Valhalla»                 | 9:33         |
| 3.                  | «Baptised in Fire and Ice» | 7:57         |
| 4.                  | «Father to Son»            | 6:28         |
| 5.                  | «Song to Hall Up High»     | 2:30         |
| 6.                  | «Home of Once Brave»       | 6:43         |
| 7.                  | «One Rode to Asa Bay»      | 10:23        |
| 8.                  | «Outro»                    | 0:52         |
| Общая длительность: | Общая длительность:        | 55:46        |

В переиздании 2003 года композиции 5 и 6 объединены.

## Участники записи
- Quorthon — гитара, вокал
- Kothaar — бас
- Vvornth — ударные